# International 2000 Guineas 1962
International 2000 Guineas 1962 je bila enajsta neprvenstvena dirka Formule 1 v sezoni 1962. Odvijala se je 11. junija 1962 na dirkališču Mallory Park.

## Dirka
| Poz | Št. | Dirkač                  | Moštvo                            | Konsturktor           | Krogi | Čas/Odstop              | Št. m. |
| --- | --- | ----------------------- | --------------------------------- | --------------------- | ----- | ----------------------- | ------ |
| 1   | 4   | John Surtees            | Bowmaker Racing Team              | Lola-Climax           | 75    | 1.05:03.6               | 4      |
| 2   | 8   | Jack Brabham            | Brabham Racing Organisation       | Lotus-Climax          | 75    | + 18.2 s                | 2      |
| 3   | 12  | Graham Hill             | Rob Walker Racing Team            | Lotus-Climax          | 75    | + 28.2 s                | 3      |
| 4   | 2   | Mike Parkes             | Bowmaker Racing Team              | Cooper-Climax         | 74    | +1 krog                 | 10     |
| 5   | 7   | Masten Gregory          | UDT-Laystall Racing Team          | Lotus-Climax          | 74    | +1 krog                 | 7      |
| 6   | 10  | Jo Bonnier              | Scuderia SSS Republica di Venezia | Porsche               | 73    | +2 kroga                | 5      |
| 7   | 11  | Colin Davis             | Scuderia SSS Republica di Venezia | Lotus-Climax          | 73    | +2 kroga                | 12     |
| 8   | 1   | Tony Shelly             | John Dalton                       | Lotus-Climax          | 72    | +3 krogi                | 11     |
| 9   | 85  | Carel Godin de Beaufort | Ecurie Maarsbergen                | Porsche               | 72    | +3 krogi                | 6      |
| 10  | 15  | Ian Burgess             | Anglo-American Equipe             | Cooper Special-Climax | 71    | +4 krogi                | 8      |
| Ods | 86  | John Rhodes             | Gerard Racing                     | Cooper-Ford           | 48    | Vžig                    | 9      |
| Ods | 6   | Jim Clark               | Team Lotus                        | Lotus-Climax          | 42    | Pritisk olja            | 1      |
| Ods | 3   | John Dalton             | Tim Parnell                       | Lotus-Climax          | 32    | Črpalka za gorivo       | 13     |
| WD  | 1   | Phil Hill               | SEFAC Ferrari                     | Ferrari               |       |                         | -      |
| WD  | 5   | Peter Arundell          | Team Lotus                        | Lotus                 |       | Brez dirkalnika         | -      |
| WD  | 9   | Tony Marsh              | Tony Marsh                        | BRM                   |       | Nepripravljen dirkalnik | -      |